# The Great Battles of Hannibal
The Great Battles of Hannibal est un jeu vidéo de type wargame développé par Erudite Software et publié par  Interactive Magic en 1997 sur PC. Le jeu fait suite à The Great Battles of Alexander et poursuit l’adaptation de la série de jeu de plateau Les Grandes batailles de l’histoire créé par Richard Berg et Mark Herman et publié par GMT. Il utilise le même système de jeu que son prédécesseur pour proposer une simulation des affrontements entre Rome et Carthage. Il propose ainsi une campagne, qui retrace la totalité de la deuxième guerre punique, ainsi que des scénarios individuels permettant de jouer onze batailles de l’époque, avec l’un des deux camps impliqués. 
Il bénéficie d'une suite, The Great Battles of Caesar, publiée en 1998.

## Accueil
| Great Battles of Hannibal |      |       |
| Média                     | Pays | Notes |
| Computer Gaming World     | US   | 2.5/5 |
| Cyber Stratège            | FR   | 4.5/5 |
| GameSpot                  | US   | 75 %  |
| Strategy Plus             | GB   | 4/5   |
| PC Gamer US               | US   | 85 %  |